# لاسکی ویلکیه (استان وارمی-ماسوری)
لاسکی ویلکیه (استان وارمی-ماسوری) (به لاتین: Laski Wielkie) یک روستا در لهستان است که در گمینا کالینووو واقع شده‌است.